# عريضة (قانون)

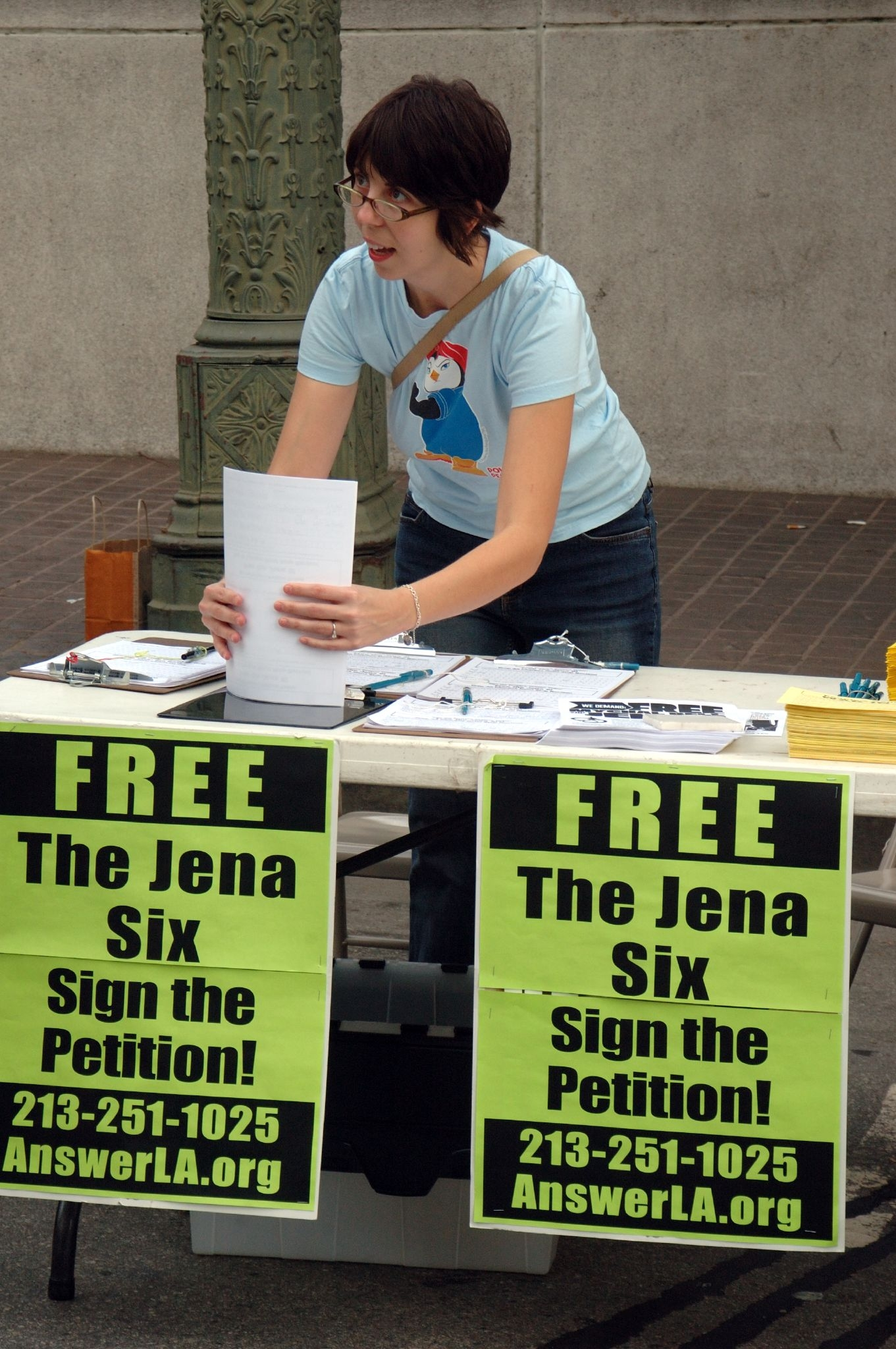

العريضة أو التظلم (بالإنجليزية: petition) هي طلب لتغيير شيء يتقدم به شخص إلى هيئة حكومية، وتقدم كتابياً. وقد تكون بغرض تصحيح خطأ أو تعويض ضرر لحق بالشخص.
وتكون العريضة العامة مقدمة من عدة أشخاص إلى هيئة حكومية. وقد تكون شفهية غير مكتوبة، وفي أيامنا هذه يمكن أن تكتب عن طريق الإنترنت.
ويستخدم التعبير أيضاً في الكتابة إلى محكمة أو هيئة قضائية في طلب استدعاء، وهو المستند المعتمد لإحالة قضية معينة إلى محكمة أو إلى هيئة أخرى حكومية.
وقد يسمى الإستدعاء إذا كان متعلقاً برد مال أو تعويض شكوى  قضائية.